# Hill Spring
Hill Spring est un village (village) du Comté de Cardston, situé dans la province canadienne d'Alberta.

## Démographie
En tant que localité désignée dans le recensement de 2011, Hill Spring a une population de 186 habitants dans 78 de ses 83 logements, soit une variation de -3.1% avec la population de 2006. Avec une superficie de 1,112 3 km2, village possède une densité de population de 167,221 1 hab/km2 en 2011.
Concernant le recensement de 2006, Hill Spring abritait 192 habitants dans 74 de ses 86 logements. Avec une superficie de 1,112 3 km2, village possédait une densité de population de 172,6 hab/km2 en 2006.
| 2001 | 2006 | 2011 | 2016 |
| ---- | ---- | ---- | ---- |
| 193  | 192  | 186  | 162  |